# 林航 (1993年)
林航（1993年3月1日—） ，為台灣棒球選手，曾效力於中華職棒統一7-ELEVEn獅隊，守備位置為投手。於2016年季中選秀會中被統一7-ELEVEn獅以第七輪第二十五順位指名選進，退伍後加盟。

## 生涯

### 三級棒球
國小時，因為興趣再加上少棒隊缺球員，因此得以進入「太巴塱少棒」打球。高中就讀傳統棒球名校的高苑工商，但是在高二時先是傷了左肩、再傷左手肘，間接導致投球失憶症。

### 職棒時期
於2016年季中加入中職，2017年開季就獲得一軍的機會，不過截至2019年球季以來在一軍的出賽機會並不多，在這4年僅11場出賽。然而在2020年球季，再度開季即從一軍出發，並在4月12日統一獅的首戰就得到救援成功。

## 經歷
- 花蓮縣太巴塱國小少棒隊
- 花蓮縣光復國中青少棒隊
- 高雄市私立高苑高級工商職業學校青棒隊
- 高雄市高苑科技大學棒球隊
- 國訓中心棒球隊（2015年10月－2016年9月30日）
- 中華職棒統一7-ELEVEn獅（2016年10月19日－2022年）

## 職棒生涯成績
| 年度 | 球隊           | 出賽 | 先發 | 勝投 | 敗投 | 中繼 | 救援 | 完投 | 完封 | 四死 | 三振 | 責失 | 投球局數 | 自責分率 | 被上壘率 |
| ---- | -------------- | ---- | ---- | ---- | ---- | ---- | ---- | ---- | ---- | ---- | ---- | ---- | -------- | -------- | -------- |
| 2017 | 統一7-ELEVEn獅 | 6    | 0    | 0    | 0    | 0    | 0    | 0    | 0    | 2    | 3    | 8    | 2.1      | 30.86    | 4.71     |
| 2018 | 統一7-ELEVEn獅 | 3    | 0    | 0    | 0    | 0    | 0    | 0    | 0    | 0    | 0    | 0    | 0.1      | 0.00     | 9.00     |
| 2019 | 統一7-ELEVEn獅 | 2    | 0    | 0    | 0    | 0    | 0    | 0    | 0    | 1    | 0    | 1    | 1.1      | 6.75     | 0.75     |
| 2020 | 統一7-ELEVEn獅 | 13   | 0    | 0    | 0    | 1    | 1    | 0    | 0    | 2    | 4    | 20   | 14.2     | 16.88    | 2.91     |
| 2021 | 統一7-ELEVEn獅 | －   | －   | －   | －   | －   | －   | －   | －   | －   | －   | －   | －       | －       | －       |
| 合計 | 5年            | 24   | 0    | 0    | 0    | 1    | 1    | 0    | 0    | 5    | 7    | 29   | 14.2     | 17.80    | 3.14     |

## 特殊事蹟
- 2009年2月15日，於2009年大通盃台灣青棒菁英大賽冠軍戰對戰台中高農青棒隊擔任先發投手，主投七局僅被擊出一支安打，與接手的游朝惟兩人聯手完封台中高農，最後高苑工商以2:0抱走冠軍獎盃。
- 2009年，2009年大通盃台灣青棒菁英大賽的功勞獎。
- 2017年3月28日，個人職棒一軍生涯初登板於桃園國際棒球場對戰Lamigo桃猿隊，在八局下登板投球，總計後援0.1局投出一次三振、一次保送，無失分。
- 2020年4月12日，於洲際棒球場對戰中信兄弟隊，在十一局下登板投球，總計後援一局被擊出一支二壘安打，無失分。終場球隊以4:1獲勝，也收下個人職棒一軍生涯首次救援成功。

## 外部連結
- (1993年) 林航在台灣棒球維基館上的頁面（繁體中文）
- 球員資訊和成績在中華職棒官網（中文）